# 아나 아말리아 폰 브라운슈바이크볼펜뷔텔 공녀

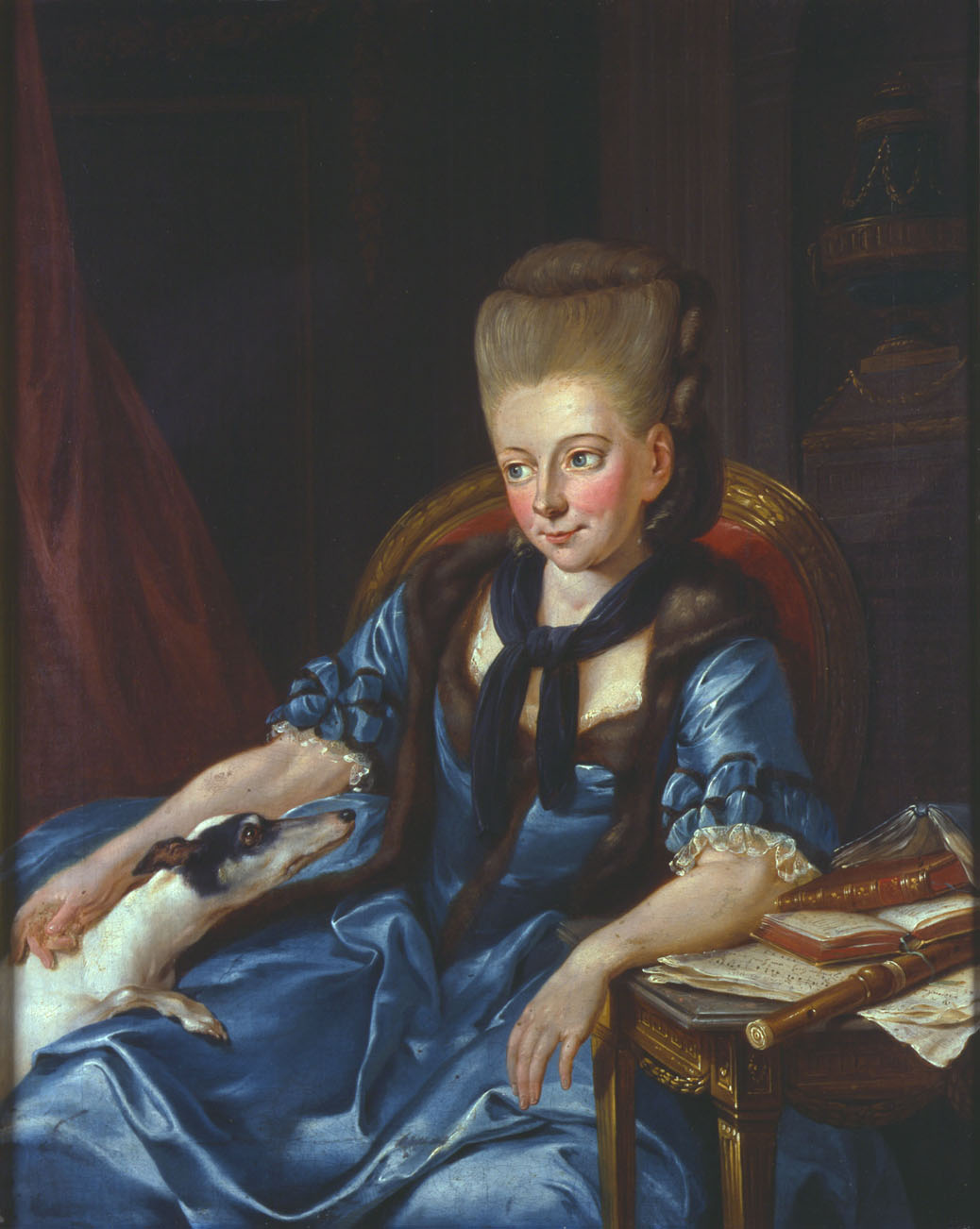

브라운슈바이크볼펜뷔텔의 아나 아말리아(Anna Amalia von Braunschweig-Wolfenbüttel, 1739년 10월 24일 ~ 1807년 4월 10일)은 작센바이마르아이제나흐 공 에른스트 아우구스트 2세 콘스탄틴(de)의 배우자이자 카를 아우구스트(de)의 어머니이다.

## 생애
아나 아말리아는 브라운슈바이크볼펜뷔텔 공(de) 카를 1세(de)의 딸로 태어났다. 어머니 필리피네 샤를로테(de)는 프로이센의 왕녀로, 아나 아말리아는 프리드리히 2세의 조카딸이기도 했다. 형제로는 오거스타 폰 하노버와 결혼한 큰오빠 카를 빌헬름 페르디난트, 프로이센 국왕 프리드리히 빌헬름 2세의 첫 번째 아내인 엘리자베트 크리스티네(de) 등이 있다.
아나 아말리아는 1756년 3월 16일 에른스트 아우구스트 2세 콘스탄틴(de)와 결혼하였다. 남편 콘스탄틴은 장남 카를 아우구스트(de)가 7년 전쟁 중에 태어난 지 8개월 뒤인 1758년 5월에 요절하였고, 유복자인 차남을 임신중이던 그녀가 어린 장남을 대신하여 공국을 통치하였다. 차남 프리드리히 페르디난트는 1758년 9월에 태어났다. 그녀는 아들의 교육을 위하여 괴테, 헤르더, 프리드리히 실러, 빌란트 등 당대의 최고 지성을 바이마르에 초빙했다. 그녀 스스로도 번역과 작곡을 할 만큼 뛰어난 지성과 교양을 갖추어 그녀의 궁정은 바이마르라는 작은 공국을 유럽 제일의 문화강국으로 만들었다.
1761년에는 자신이 살던 집을 개조하여 도서관을 세우고 괴테의 파우스트 초판본, 빌란트의 셰익스피어 전집 등을 비롯한 많은 장서를 수집하여 남겼다. 아나 아말리아의 초대를 받아 바이마르에 온 괴테는 1832년 별세 때까지 바이마르에서 살았고 아나 아말리아의 사후에도 그녀의 도서관의 관장을 지냈다.

## 아나 아말리아 도서관
1991년, 수립 300주년을 맞아 아나 아말리아가 세운 도서관에는 그녀의 이름이 붙여졌다. 괴테 탄생 250주년인 1999년부터 확장 공사에 들어가 지하에 대규모 장서고를 짓고 현대적인 신관도 신축하였으나 2004년 9월 2일 동독 시절의 노후한 전선이 원인으로 화재가 발생하였다. 이 화재로 그녀가 모으고 작곡한 악보 2,000여점을 비롯하여 5만여권의 장서가 불에 타 소실되는 등 6,700만 유로(900억원 이상)의 피해가 발생하였다. 1,280만 유로(200억 원)의 공사비를 들인 건물 보수가 2007년 완료되었고, 같은 해 그녀의 268번째 생일을 맞아 도서관의 재개관식이 진행되었다.

## 가족관계
- 부: 브라운슈바이크볼펜뷔텔 공(de) 카를 1세(de)
- 모: 필리피네 샤를로테 - 프로이센 왕녀[4]
  - 남편: 에른스트 아우구스트 2세 콘스탄틴(de) (1737-1758)
    - 아들: 카를 아우구스트(de) (1757-1828)
    - 아들: 프리드리히 페르디난트 콘스탄틴(de) (1758-1793)